# Gelée d'herbe
La gelée d'herbe, ou gelée de feuille, est un dessert mucilagineux (ressemblant à de la gélatine) principalement consommé en Chine, à Hong Kong, Taiwan et dans l'Asie du Sud-Est. Elle est vendue en canette ou en sachet dans les supermarchés asiatiques.

## Préparation

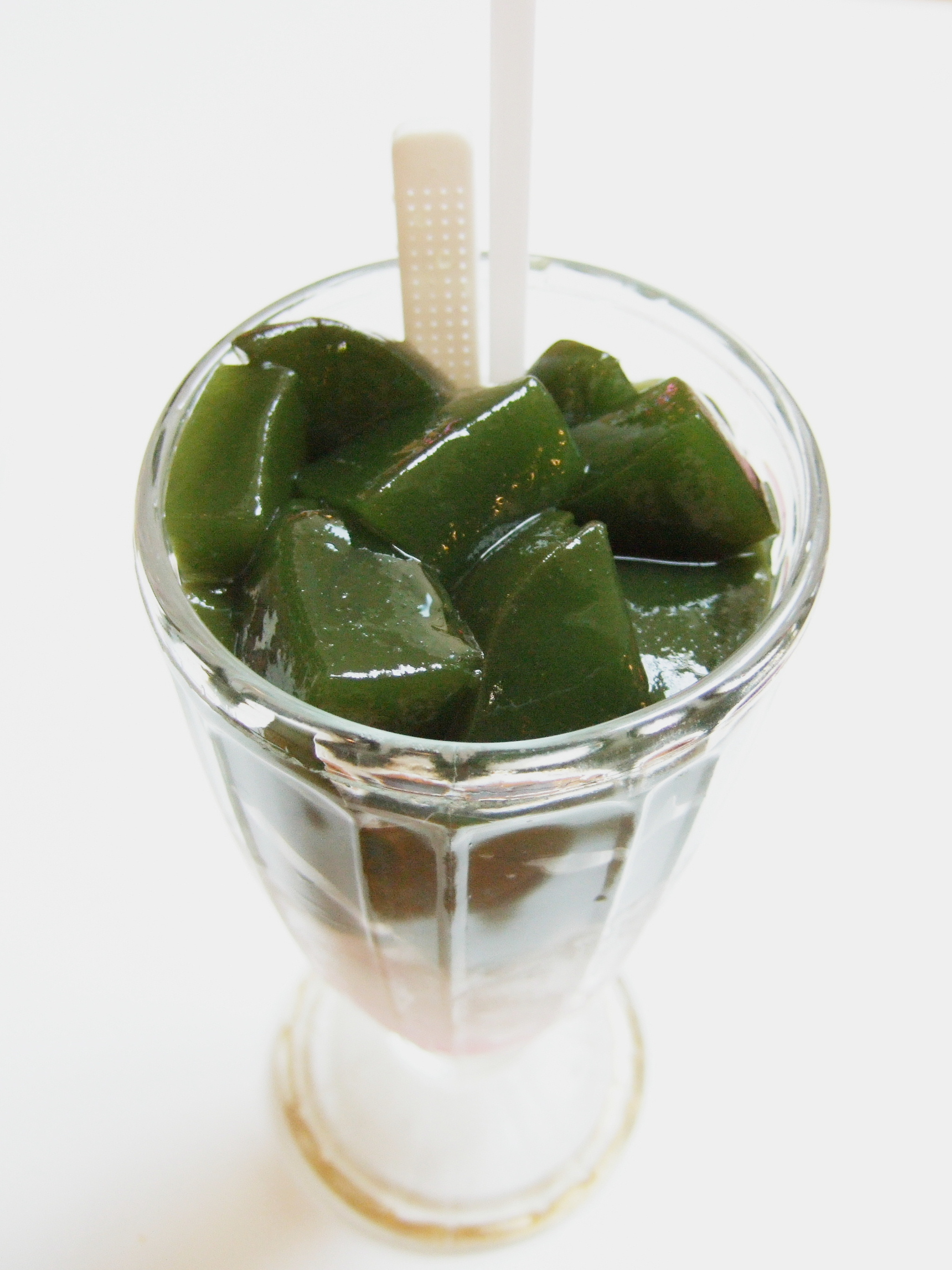
Gelée d'herbe verte.

La gelée d'herbe est fabriquée en faisant bouillir pendant plusieurs heures de vieilles tiges et feuilles légèrement oxydées du Mesona chinensis, avec du carbonate de potassium et un peu d'amidon. Le mélange est par la suite refroidi pour lui donner sa consistance gélatineuse,. 
Si Mesona chinensis est l'espèce à la base de la gelée d'herbe vert foncé nommée en mandarin xiancao (仙草), les fruits de Ficus pumila sont aussi utilisés pour produire une gelée d'herbe jaune clair nommée en mandarin aiyu (愛玉): les sycones sont cueillis à maturité et placés dans un sac poreux pour en extraire un jus, qui est ensuite cuit et réduit jusqu'à une consistance gélatineuse appelée « pai-liang-fen ». 
Les gelées obtenues à partir de Mesona chinensis ou de Ficus pumila peuvent être coupées en cubes ou présentées sous diverses formes, et mélangée à du sirop et des arômes, afin de produire une boisson rafraîchissante ou un dessert, principalement consommés en été par temps chaud. La gelée verte xiancao peut aussi être consommée dissoute en boisson chaude. Elles sont mises en conserve et vendues sur les marchés asiatiques sous le nom de grass jelly, ou ai-yu jelly ou ice-jelly à Singapour. La gelée mélangée à du jus de citron vert et des édulcorants constitue un dessert rafraîchissant proposé sur les marchés nocturnes taïwanais et dans les centres de colportage de Singapour.